# Alejandro Silveti
Alejandro Silveti Barry, plus connu sous le nom de « Alejandro Silveti », est un matador Mexicain, né à Mexico le 27 décembre 1956. Il est le cadet d'une grande dynastie de torero mexicains : les Silveti, grand-père, père et frère aîné David Silveti.

## Présentation et carrière
Venu assez tardivement à la tauromachie, il porte son premier habit de lumières à l'âge de 26 ans, le 16 septembre 1983 à Uruapan, État de Michoacan. Le 25 octobre 1987 il fait sa première présentation dans la Monumental de Mexico devant des novillos de Javier Garfias aux côtés de Manolo Sánchez. 
Il prend son alternative le 21 mars 1988 des mains de son frère ainé David Silveti à Irapuato (Mexique face au taureau Gran Dinastía de la ganadería Begoña. Sa confirmation a lieu le 10 décembre 1989 à Mexico avec pour parrain Manolo Martínez et pour témoin El Niño de la Capea devant le taureau Cantarito (498 kg) de l'élevage Javier Garfias. Il confirme de nouveau à Las Ventas le 14 mai 1994 devant le taureau Pastelero (531 kg) de l'élevage Peñajara. Sa prestation est sanctionnée deux fois par des silences du public.
Devenu torero pour perpétuer la tradition familiale, Alejandro Silveti n'a jamais vraiment connu le succès. Après quelques corridas au Mexique et en Amérique du sud, il s'est retiré définitivement au cours d'une corrida de depedida dans les arènes de Morelia où il a coupé deux oreilles et la queue. Cette dernière prestation lui a valu une sortie a hombros pour la première fois de sa carrière. Au cours de la cérémonie d'adieu, son frère David lui a coupé la coleta